# Řeholní klerici
Řeholní klerici či řádoví klerici jsou klerici (většinou kněží), kteří jsou členy řeholního řádu s řádovou řeholí (lat. regula). Řeholní klerici se od řeholních kanovníků liší tím, že se více věnují pastorační péči namísto povinnosti společné modlitby liturgie hodin a ve své životní řeholi mají méně observancí.

## Charisma
Řeholní klerici jsou v církvi těmi skupinami mužů, kteří jsou sice v podstatě kleriky, věnují se výkonu kněžské služby při kázání, udílení svátostí, výchově mládeže a dalším duchovním a tělesným skutkům milosrdenství, ale zároveň jsou řeholníky v nejpřísnějším slova smyslu a žijí komunitním životem podle pravidel schválených Svatým stolcem.
V Corpus Juris Canonici se pro řeholní kanovníky často používá termín „řeholní klerici“ a řeholní klerici jsou autory klasifikováni jako větev či moderní úprava rodiny řeholních kanovníků. Důvodem je úzká souvislost, která mezi nimi existuje, neboť ačkoli jsou od světského kléru odděleni sliby a zachováváním komunitního života a řehole, tvoří v řeholním stavu samostatnou třídu, kleriky, v protikladu k mnichům, k nimž patří mniši, a poustevníkům.
Řeholní klerici se od čistě mnišských těles neboli mnichů odlišují čtyřmi způsoby:
- Věnují se především posvátné službě; ne tak mniši, jejichž vlastní činností je kontemplace a slavnostní slavení liturgie.
- Jsou povinni pěstovat posvátné vědy, které, pokud je mniši pěstují, jim však nejsou uloženy z titulu jejich životního stavu.
- Řeholní klerici si jako klerici musí zachovat určitý vzhled klerického oděvu. To nezakazuje řádovým klerikům nosit řeholní hábity. Vyžaduje pouze, aby se hábit řeholního klerika podobal klerickému oděvu.
- Vzhledem ke svému povolání se méně věnují praktikování askeze, která je výrazným rysem čistě mnišského života.[1]

Od ostatních řeholníků se liší tím, že ačkoli se tito věnují duchovní službě a pěstování vzdělanosti, nejsou primárně kněžími.

## Historie
Přesné datum, kdy se v církvi objevili řeholní klerici, nelze zcela přesně určit. Určitý druh řeholních kleriků, tj. kněží, kteří se věnují jak výkonu služby, tak i řeholnímu životu, se objevuje již v nejstarších dobách křesťanského starověku. Mnozí významní teologové se domnívají, že řádné kleriky založil sám Kristus. Podle tohoto názoru byli prvními řeholními kleriky apoštolové, které Kristus ustanovil za služebníky par excellence své církve a osobně je povolal k praktikování rad řeholního života.
Ze skutečnosti, že sv. Augustin z Hippo ve 4. století založil ve svém domě komunitu kněží, kteří vedli řeholní život a pro něž sepsal řeholi, se obvykle označuje za zakladatele řeholních kleriků a kanovníků a na jeho řeholi byly postaveny konstituce řeholních kanovníků a nesmírné množství řeholních komunit středověku, vedle konstitucí řeholních kleriků založených v 16. století. Po celé období středověku představovali kleriky řeholní kanovníci, kteří se pod názvem řeholní kanovníci neboli černí kanovníci svatého Augustina, premonstráti (známí také jako bílí kanovníci nebo norbertini) atd. dělili s mnichy o vlastnictví velkých opatství a klášterů po celé Evropě.
Teprve v 16. století se objevili řeholní klerici v moderním a nejpřísnějším slova smyslu. Stejně jako podmínky, které nastaly ve 13. století, přinesly změnu mnišského ideálu, tak v 16. století změněné okolnosti doby vyžadovaly nový rozvoj řeholního ducha v církvi. Tento rozvoj, přizpůsobený potřebám doby, se uskutečnil v různých tělesech prostých kleriků, kteří v touze věnovat se dokonaleji výkonu své kněžské služby pod ochranou řeholního života založili několik těles, která pod názvy různých řádů nebo řádových kleriků představují sama o sobě a ve svých napodobitelích jeden z nejúčinnějších nástrojů dobra v současné bojující církvi. Řeholní klerici byli tak úspěšní, oblíbení a dobře přizpůsobení všem moderním potřebám, že jejich způsob života byl vybrán jako vzor pro všechna různá společenství lidí, ať už řeholních, nebo světských, žijících pod vládou, v nichž byla církev v poslední době tak plodná.
Prvním řádem řeholních kleriků, který byl založen, byla Kongregace řeholních kleriků Boží Prozřetelnosti, známější jako Theatini, založená v Římě roku 1524. Poté následovali Řeholní klerici Dobrého Ježíše, založení v Ravenně roku 1526 a zrušení papežem Inocencem X. roku 1651. Barnabité neboli Řeholní klerici svatého Pavla, Milán, 1530. Somaskové neboli Řeholní klerici sv. Majola, Somasca, 1532. Jezuité neboli Tovaryšstvo Ježíšovo, Paříž, 1534. Řeholní klerici Matky Boží z Luccy, Lucca, 1583. Řeholní klerici, služebníci nemocných (Kamiliáni), Řím, 1584. Řeholní klerici menší, Neapol, 1588. Piaristé neboli Řeholní klerici Matky Boží zbožných škol, Řím, 1621 a Mariáni neboli Mariánští otcové Neposkvrněného početí Panny Marie, Polsko, 1673 (kteří se po obnově stali řeholní kongregací v roce 1909).
Od konce 17. století se k tomuto počtu nepřidaly žádné nové řády, ačkoli název řeholní klérus příležitostně přejímají společenství, která jsou technicky pouze řeholními, resp. zbožnými kongregacemi, jako například Řeholní klerici našeho Spasitele (1851–1919) a Společnost Pallium (1851).